# Hieracium laxilimbatum
Hieracium laxilimbatum es una especie de planta con flor del género Hieracium, de la familia Asteraceae, orden Asterales.

## Distribución
Hieracium laxilimbatum se distribuye por Suecia.

## Taxonomía
Fue descrita científicamente por Hyl.
Tratamiento taxonómico
La especie aparece registrada en una sección de la publicación Symb. Bot. Upsal.